# 马路乡 (会泽县)
马路乡，是中华人民共和国云南省曲靖市会泽县下辖的一个乡镇级行政单位。

## 行政区划
马路乡下辖以下地区：
巴图村、脚泥村、老铜店村、江子树村、硝厂村、新山村、荒田村、旁官地村、龙洞村、马路村、大坪村、半坡村、水口村、尖山村、弯弯寨村、八道拐村和龙元村。